# 济宁府
济宁府，中国古代的府。
元朝至元八年（1271年）升济州置，治所在任城县（即今山东省济宁市），旋移治鉅野县（即今县）。十六年（1279年），改为济宁路，至正中还治任城县。辖境约当今山东鉅野、郓城、肥城、金乡、济宁、兖州、曲阜、泗水、宁阳、单县、嘉祥，江苏丰县、沛县，安徽砀山县，河南虞城县等市县地。
明朝洪武元年（1368年）复改为府。二年（1369年）七月，下属的陵县改属德州。洪武八年（1375年），东平府降为东平州，属济宁府。洪武十八年（1385年），降为济宁州，属兖州府。